# Гуадалупе-Виктория (Нижняя Калифорния)
Гуадалупе-Виктория (Сьюдад-Гуадалупе-Виктория; исп. (Ciudad) Guadalupe Victoria) — город в муниципалитете Мехикали в Мексике, входит в штат Нижняя Калифорния. Население 14 861 человек.
Официальное название — Ciudad Guadalupe Victoria, в честь первого президента Мексики — Гуадалупе Виктория. Местные жители называют его также Estación Victoria («Станция Виктория») and Km 43 («el cuarenta y tres», «Сорок третий километр»), что связано с расположением города на 43-м километре бывшей железной дороги Сонора — Нижняя Калифорния.
В городе находится добавочный кампус Автономного университета Нижней Калифорнии (Universidad Autónoma de Baja California).
Рядом с городом находился эпицентр землетрясения Баха-Калифорния 2010 года.